# Edoardo Zambanini
Edoardo Zambanini (Riva del Garda, 21 april 2001) is een Italiaans wielrenner. In 2022 startte Zambanini zijn loopbaan als beroepsrenner voor het team Bahrain Victorious. In zijn eerste jaar bij de beroepsrenners maakte Zambanini op 21-jarige leeftijd zijn debuut in de Ronde van Spanje.

## Overwinningen
2020
Jongerenklassement Ronde van Italië voor beloften

## Resultaten in voornaamste wedstrijden
| Jaar | Ronde van Italië | Ronde van Frankrijk | Ronde van Spanje |
| ---- | ---------------- | ------------------- | ---------------- |
| 2022 |                  |                     | 36e              |
| 2023 | 40e              |                     |                  |
| 2024 | 27e              |                     |                  |
| 2025 | 27e              |                     |                  |

| Jaar | Milaan-San Remo | Amstel Gold Race | Luik-Bast.‑Luik | Ronde van Lombardije | Strade Bianche | Clásica San Sebastián | Waalse Pijl |  | WK op de weg |
| ---- | --------------- | ---------------- | --------------- | -------------------- | -------------- | --------------------- | ----------- |  | ------------ |
| 2022 |                 |                  |                 | 45e                  | 32e            |                       |             |  |              |
| 2023 |                 |                  |                 | 107e                 |                | opgave                |             |  |              |
| 2024 |                 |                  |                 | 22e                  | 49e            | opgave                | opgave      |  | 45e          |
| 2025 | 18e             | 45e              | 72e             |                      |                | 81e                   | 42e         |  |              |

## Ploegen
- 2020 –  Zalf Euromobil Désirée Fior
- 2021 –  Zalf Euromobil Fior
- 2022 –  Bahrain Victorious
- 2023 –  Bahrain Victorious
- 2024 –  Bahrain Victorious
- 2025 –  Bahrain Victorious

Arashiro · Bauhaus · Bilbao · Buitrago · Caruso · Colbrelli · Feng · Govekar (vanaf 1/6) · Gradek · Haig · Haussler · Landa · Maciejuk · Madan · Mäder · Milan· Mohorič · Novak · Osorio (tot 31/3) · Pernsteiner · Poels · Price-Pejtersen · Sánchez · Sütterlin · Teuns (tot 4/8) · Tratnik · Williams · Wright · Zambanini · Miholjević (stagiair)
Arashiro · Arndt · Bauhaus · Bilbao · Buitrago · Buratti (vanaf 12/4) · Caruso · Govekar · Gradek · Haig · Haussler (tot 7/4) · Kepplinger · Landa · Maciejuk · Madan · Mäder (overleden 16/7) · Miholjević · Milan· Mohorič · Pasqualon · Pernsteiner · Poels · Price-Pejtersen · Rajović · Scott · Sütterlin · Tiberi (vanaf 1/6) · Tu · Wright · Zambanini
Arashiro · Arndt · Bauhaus · Bilbao · Bruttomesso · Buitrago · Buratti · Caruso · Govekar · Gradek · Haig · Kepplinger · Madan · Miholjević · Mohorič · Pasqualon · Pickering · Poels · Price-Pejtersen · Rajović · Scott · Stannard (vanaf 19/8) · Sütterlin · Tiberi · Træen · Tu · Wiśniowski (vanaf 1/3) · Wright · Zambanini · Skerl (stagiair) · van der Meulen (stagiair) · Van Mechelen (stagiair)
Arndt · Bauhaus · Bilbao · Bruttomesso · Buitrago · Buratti · Caruso · Ermakov · Eržen · Eulálio · Govekar · Gradek · Haig · Kepplinger · Martinez · Miholjević · Mohorič · Paasschens · Pasqualon · Pickering · Skerl · Stannard · Stockwell · Tiberi · Træen · Tu · van der Meulen · Van Mechelen · Wright · Zambanini